# Liste der Nummer-eins-Hits in den USA (1943)
Dies ist eine Liste der Nummer-eins-Hits in den von Billboard ermittelten Best-Sellers-in-Stores-Charts (Verkaufscharts) in den USA im Jahr 1943. In diesem Jahr gab es zwölf Nummer-eins-Singles.
| ← 1942 ← | Liste der Nummer-eins-Hits in den USA | Liste der Nummer-eins-Hits in den USA                             | Liste der Nummer-eins-Hits in den USA                           | 1944 →                    |
| \| Zeitraum \| Wo. ges. \| Interpret \| Titel Autor(en) \| Zusätzliche Informationen \| \| (Zeitraum, Wochen auf Platz eins, Interpret, Titel, Autor[en], zusätzliche Informationen) \| \| \| \| \| \| ----------------------------------------------------------------------------------------- \| -------- \| ----------------------------------------------------------------- \| ------------------------------------------------------------------ \| ------------------------- \| \| 31. Oktober 1942 – 15. Januar 1943 11 Wochen (insgesamt 11) \| 11 \| Bing Crosby with Ken Darby & John Scott Trotter & His Orchestra \| White Christmas[1] Irving Berlin \| - \| \| 16. Januar 1943 – 12. Februar 1943 4 Wochen (insgesamt 5) \| 5 \| Tommy Dorsey & His Orchestra with Frank Sinatra & The Pied Pipers \| There Are Such Things[2] Abel Baer, George W. Meyer, Stanley Adams \| - \| \| 13. Februar 1943 – 26. Februar 1943 2 Wochen (insgesamt 2) \| 2 \| Harry James & His Orchestra with Helen Forrest \| I Had the Craziest Dream[3] Harry Warren, Mack Gordon \| - \| \| 27. Februar 1943 – 5. März 1943 1 Woche (insgesamt 5) \| 5 \| Tommy Dorsey & His Orchestra with Frank Sinatra & The Pied Pipers \| There Are Such Things Abel Baer, George W. Meyer, Stanley Adams \| - \| \| 6. März 1943 – 28. Mai 1943 12 Wochen (insgesamt 13) \| 13 \| Harry James & His Orchestra with Helen Forrest \| I’ve Heard That Song Before[4] Jule Styne, Sammy Cahn \| - \| \| 29. Mai 1943 – 4. Juni 1943 1 Woche (insgesamt 1) \| 1 \| Glenn Miller & His Orchestra with Skip Nelson & The Modernaires \| That Old Black Magic[5] Harold Arlen, Johnny Mercer \| - \| \| 5. Juni 1943 – 11. Juni 1943 1 Woche (insgesamt 13) \| 13 \| Harry James & His Orchestra with Helen Forrest \| I’ve Heard That Song Before Jule Styne, Sammy Cahn \| - \| \| 12. Juni 1943 – 2. Juli 1943 3 Wochen (insgesamt 3) \| 3 \| Benny Goodman & His Orchestra with Helen Forrest \| Taking a Chance on Love[6] John Latouche, Ted Fetter, Vernon Duke \| - \| \| 3. Juli 1943 – 23. Juli 1943 3 Wochen (insgesamt 3) \| 3 \| The Song Spinners \| Comin’ in on a Wing and a Prayer[7] Harold Adamson, Jimmy McHugh \| - \| \| 24. Juli 1943 – 20. August 1943 4 Wochen (insgesamt 4) \| 4 \| Dick Haymes & The Song Spinners \| You’ll Never Know[8] Harry Warren, Mack Gordon \| - \| \| 21. August 1943 – 10. September 1943 3 Wochen (insgesamt 3) \| 3 \| Tommy Dorsey & His Orchestra with Frank Sinatra \| In the Blue of Evening[9] Alfonso D'Artega, Tom Adair \| - \| \| 11. September 1943 – 29. Oktober 1943 7 Wochen (insgesamt 7) \| 7 \| Bing Crosby with Ken Darby \| Sunday, Monday, or Always[10] Jimmy Van Heusen, Johnny Burke \| - \| \| 30. Oktober 1943 – 5. November 1943 1 Woche (insgesamt 1) \| 1 \| Al Dexter \| Pistol Packin' Mama[11] Al Dexter \| - \| \| 6. November 1943 – 28. Januar 1944 12 Wochen (insgesamt 12) \| 12 \| The Mills Brothers \| Paper Doll[12] Johnny S. Black \| - \| |                                       |                                                                   |                                                                 |                           |
| ← 1942 |                                       |                                                                   |                                                                 | → 1944 →                  |
| Zeitraum | Wo. ges.                              | Interpret                                                         | Titel Autor(en)                                                 | Zusätzliche Informationen |
| (Zeitraum, Wochen auf Platz eins, Interpret, Titel, Autor[en], zusätzliche Informationen) |                                       |                                                                   |                                                                 |                           |
| 31. Oktober 1942 – 15. Januar 1943 11 Wochen (insgesamt 11) | 11                                    | Bing Crosby with Ken Darby & John Scott Trotter & His Orchestra   | White Christmas Irving Berlin                                   | -                         |
| 16. Januar 1943 – 12. Februar 1943 4 Wochen (insgesamt 5) | 5                                     | Tommy Dorsey & His Orchestra with Frank Sinatra & The Pied Pipers | There Are Such Things Abel Baer, George W. Meyer, Stanley Adams | -                         |
| 13. Februar 1943 – 26. Februar 1943 2 Wochen (insgesamt 2) | 2                                     | Harry James & His Orchestra with Helen Forrest                    | I Had the Craziest Dream Harry Warren, Mack Gordon              | -                         |
| 27. Februar 1943 – 5. März 1943 1 Woche (insgesamt 5) | 5                                     | Tommy Dorsey & His Orchestra with Frank Sinatra & The Pied Pipers | There Are Such Things Abel Baer, George W. Meyer, Stanley Adams | -                         |
| 6. März 1943 – 28. Mai 1943 12 Wochen (insgesamt 13) | 13                                    | Harry James & His Orchestra with Helen Forrest                    | I’ve Heard That Song Before Jule Styne, Sammy Cahn              | -                         |
| 29. Mai 1943 – 4. Juni 1943 1 Woche (insgesamt 1) | 1                                     | Glenn Miller & His Orchestra with Skip Nelson & The Modernaires   | That Old Black Magic Harold Arlen, Johnny Mercer                | -                         |
| 5. Juni 1943 – 11. Juni 1943 1 Woche (insgesamt 13) | 13                                    | Harry James & His Orchestra with Helen Forrest                    | I’ve Heard That Song Before Jule Styne, Sammy Cahn              | -                         |
| 12. Juni 1943 – 2. Juli 1943 3 Wochen (insgesamt 3) | 3                                     | Benny Goodman & His Orchestra with Helen Forrest                  | Taking a Chance on Love John Latouche, Ted Fetter, Vernon Duke  | -                         |
| 3. Juli 1943 – 23. Juli 1943 3 Wochen (insgesamt 3) | 3                                     | The Song Spinners                                                 | Comin’ in on a Wing and a Prayer Harold Adamson, Jimmy McHugh   | -                         |
| 24. Juli 1943 – 20. August 1943 4 Wochen (insgesamt 4) | 4                                     | Dick Haymes & The Song Spinners                                   | You’ll Never Know Harry Warren, Mack Gordon                     | -                         |
| 21. August 1943 – 10. September 1943 3 Wochen (insgesamt 3) | 3                                     | Tommy Dorsey & His Orchestra with Frank Sinatra                   | In the Blue of Evening Alfonso D'Artega, Tom Adair              | -                         |
| 11. September 1943 – 29. Oktober 1943 7 Wochen (insgesamt 7) | 7                                     | Bing Crosby with Ken Darby                                        | Sunday, Monday, or Always Jimmy Van Heusen, Johnny Burke        | -                         |
| 30. Oktober 1943 – 5. November 1943 1 Woche (insgesamt 1) | 1                                     | Al Dexter                                                         | Pistol Packin' Mama Al Dexter                                   | -                         |
| 6. November 1943 – 28. Januar 1944 12 Wochen (insgesamt 12) | 12                                    | The Mills Brothers                                                | Paper Doll Johnny S. Black                                      | -                         |